# Simulium euryadminiculum
Simulium euryadminiculum är en tvåvingeart som beskrevs av Davies 1949. Simulium euryadminiculum ingår i släktet Simulium och familjen knott. Inga underarter finns listade i Catalogue of Life.